# Palena (kommun i Chile, Región de Los Lagos, Provincia de Palena, lat -43,68, long -71,98)
Palena är en kommun i Chile.   Den ligger i provinsen Provincia de Palena och regionen Región de Los Lagos, i den södra delen av landet, 1 100 km söder om huvudstaden Santiago de Chile.
I omgivningarna runt Palena växer i huvudsak blandskog. Trakten runt Palena är nära nog obefolkad, med mindre än två invånare per kvadratkilometer.